# Марсий Пелски
 Тази статия е за античния историк от Пела.  За античния историк от Филипи вижте Марсий Филипийски.  
Марсий Пелски или Марсий от Пела (на старогръцки: Μαρσύας Περιάνδρου Πελλαῖος, в превод Марсий Периандров Пелец) е античен македонски гръцки историк. Марсий е наричан и Стария, за да се различава от Марсий Филипийски, с когото често е бъркан.

## Биография
Марсий е син на Периандър от Пела, Македония. Съвременник е на Александър III Македонски, с когото според „Суда“ получава заедно образование. „Суда“ го нарича брат на Антигон I Монофталм, един от диадохите, който става цар в Азия. Възможно е да става въпрос за брат по майка, тъй като бащата на Антигон се казва Филип. Тези две твърдения сочат благороден произход и са в противоречие с твърдението, че е просто професионален учител граматик (γραμματοδιδάσκαλος). Това твърдение според Самуел Роберт Гайер се отнася към Марсий Филипийски и наистина „Суда“ често ги бърка. Единственият друг факт известен ни за живота на Марсий е твърдението на Диодор, че той е назначен от Деметрий I Полиоркет да командва част от флота му в голямата морска битка при Саламин в 306 година пр. Хр. Това обстоятелство е достатъчно, за да покаже, че той е бил човек, участвал активно в обществените дела, а не е просто учител. Вероятно е следвал кариерата на доведения си брат Антигон.
Основното произведение на Марсий е история на Македония в десет книги, започваща от най-ранните времена и стигаща до войните на Александър Велики в Азия, с внезапен край с връщането на Александър в Сирия, след завладяването на Египет и основането на Александрия. Многократно е цитиран от Атеней, Плутарх, Харпократион и други писатели. Дали Τα περι Αλέξανδρον, цитирано два пъти от Харпоратион е само част от същото произведение или различно, не е сигурно, но първата хипотеза изглежда по-вероятна. Някои автори обаче приписват тези фрагменти на Марсий Филипийски.
„Суда“ също така говори за история на образованието на Александър като отделен труд и приписва на по-стария Марсий и трактат за старините на Атина (Αττικά) в 12 книги, които Готфрид Бернхарди и Гайер смятат за идентичен с „Археология“ (Αρχαιολογία) - труд на Марсий Филипийски.